# PEN (clube)
PEN (abreviatura de Poets, Essayists and Novelists, frequentemente usado: International PEN ou PEN club) é um clube internacional de escritores fundado em 5 de outubro de 1921 pela escritora inglesa Catherine Amy Dawson Scott. O romancista e dramaturgo inglês John Galsworthy foi o primeiro presidente da organização, que visa promover a literatura, defender a liberdade de expressão e estabelecer uma comunidade internacional de escritores.
Atualmente, a organização é composta por 144 centros em 102 países. A atual presidente é Jennifer Clement, escritora mexicano-americana, a primeira mulher a ser eleita presidente da PEN International.
O clube PEN é co-fundador do prêmio literário Prémio PEN/Faulkner de Ficção, estabelecido em 1981.

## Ex-presidentes notórios (seleção)
- Heinrich Böll
- Alberto Moravia
- Arthur Miller
- Mario Vargas Llosa